# Флаг Катав-Ивановского района
Флаг Ката́в-Ива́новского муниципального района — официальный символ Катав-Ивановского муниципального района Челябинской области Российской Федерации, учреждён 26 марта 2003 года. До муниципальной реформы — флаг муниципального образования «город Катав-Ивановск и Катав-Ивановский район».

## Описание
«Флаг города Катав-Ивановска и Катав-Ивановского района представляет собой прямоугольное полотнище с соотношением ширины к длине 2:3, разделённое по вертикали на пять неравных частей от древка: красную, белую, красную, белую, красную, соответственно в 1/5, 1/12, 2/5, 1/12, 1/5 длины полотнища, несущее в центре жёлтую подкову в 7/9 ширины полотнища и белую, о трёх кристаллах друзу в 4/9 ширины полотнища».

## Обоснование символики
Композиция флага отражает исторические, географические и социально-экономические особенности города Катав-Ивановска и Катав-Ивановского района.
История города Катав-Ивановска и одноимённого района, связана с развитием на Южном Урале горнодобывающей, металлургической, металлообрабатывающей, приборостроением и другими отраслями промышленности (красный цвет флага). Один из старейших городов горнозаводского края, Катав-Ивановск возник во второй половине XVIII века как призаводской посёлок при строительстве купцами И. Твердышевым и И. Мясниковым железоделательного завода на реке Катав, что и определило название города («катай» в переводе с башкирского — быстрая река).
Красный цвет говорит также и о богатой истории района и о земляках, которыми по праву гордится район, это: десять Героев Советского Союза, кавалер Ордена Славы трёх степеней.
Красный цвет — символ мужества, самоотверженности, труда, жизнеутверждающей силы, праздника, красоты.
Основными фигурами флага являются подкова — символ удачи и счастья, и друза (сросшиеся кристаллы), аллегорически показывающие полезные ископаемые на территории района — 16 различных месторождений и рудопроявлений полезных ископаемых: бурые железняки, титан, медь, бокситы, мрамор «лемезит», мергель, магнезит, кварцит и др. Кроме того, подкова аллегорически символизирует промышленность района, а также реки Юрюзань и Катав, «закованные» заводскими плотинами.
Жёлтый цвет (золото) — символ высшей ценности, величия, богатства, прочности, силы, великодушия.
Столбы аллегорически показывают две реки — Катав и Юрюзань, и два города на территории Катав-Ивановского района — Катав-Ивановск и Юрюзань (основан в 1758 году в связи со строительством Юрюзанского железоделательного завода — ныне АО «Юрюзанский механический завод»), давшие экономическое развитие району.
Белый цвет (серебро) — символ простоты, совершенства, мудрости, благородства, мира и взаимного сотрудничества.